# 中根英朗
中根 英朗（なかね ひでろう、1923年（大正12年）9月19日 - 1982年（昭和57年）2月25日）は、日本の実業家。

## 概要
大衆保険市場のパイオニアとして長い歴史をもつ、安田財閥系の日動火災海上保険の社長に就任後、代理店連合会の発足、自動車保険損害調査を中心とするオンラインシステムの完成など、募集網強化と契約者サービス向上を推進。同社史上画期的と言われた首都圏営業体制の強化及び、全国拠点網の整備など、同社発展の礎をつくった。また、業容拡大と共に、資本金を86億円から120億円に増資し、業界上位企業としての地位を揺るぎないものにした。
社外に於いては、損保事業研究所幹事や、日本損害保険協会理事などを歴任し、業界の発展に尽力した。

## 略歴
- 1923年 愛知県にて出生
- 1946年 明治大学商学部卒業
- 1950年 日動火災海上保険（現・東京海上日動火災保険）入社
- 1964年 外務部長
- 1965年 取締役
- 1966年 常務取締役に就任後、専務取締役に就任
- 1972年 代表取締役副社長
- 1977年 社長
- 1982年 死去（58歳）